# Digiuno intermittente
Il digiuno intermittente (o restrizione calorica intermittente) è un termine ombrello che comprende vari piani alimentari che alternano un periodo di digiuno e di alimentazione in un periodo definito. Il digiuno intermittente è al vaglio della ricerca scientifica per valutare se possa produrre una riduzione del peso corporeo paragonabile alla restrizione calorica a lungo termine.

## Pratica e varianti
Esistono due metodi di digiuno intermittente: whole-day fasting [digiuno per giornate intere] e time-restricted feeding [alimentazione ristretta in un arco temporale].
- Il whole-day fasting comporta regolari digiuni della durata di un giorno. La forma più rigida consiste nel alternate day fasting[6] (ADF) [digiuno a giorni alterni]; ciò prevede un digiuno di 24 ore, seguito da 24 ore di normale alimentazione. L'alternate day modified fasting (ADMF), [digiuno a giorni alterni modificato] e le diete 5:2 (5 giorni di alimentazione e 2 giorni di digiuno totale o modificato) permettono l'assunzione di circa 500-600 calorie nei giorni di digiuno.[1][3]
- Il time-restricted feeding (TRF) prevede di alimentarsi solo in un intervallo di ore nell'arco di ogni giornata.[7] Una versione comune di TRF prevede ogni giorno un digiuno di 16 ore e un'alimentazione nell'arco delle restanti 8 ore, in genere secondo lo stesso schema ogni giorno. Una pratica più liberale permette 12 ore di digiuno e una finestra temporale di 12 ore per mangiare, mentre una versione più severa prevede un pasto al giorno, comportando circa 23 ore di digiuno.

Varianti includono forme di digiuno modificato, come la succitata ADMF, con un apporto calorico limitato (il 20% del normale) durante il periodo di digiuno, piuttosto che un apporto nullo. Il digiuno intermittente ha una durata differente (fino a 48 ore) rispetto ai digiuni periodici (più lunghi di 48 ore).
La pratica del time-restricted feeding può essere praticata, sotto stretto controllo medico, per la perdita di peso dei pazienti con diabete di tipo 2.

## Ricerca scientifica

### Perdita di peso
Una ricerca del 2018 sul digiuno intermittente in persone obese ha mostrato che ridurre l'introito calorico da uno a sei giorni a settimana, per almeno 12 settimane, è efficace nel ridurre il peso corporeo, in media di 7 chilogrammi; i risultati non erano diversi da una semplice restrizione calorica e gli studi clinici erano stati condotti su donne di mezza età statunitensi e britanniche, limitando la generalizzazione dei risultati. Il digiuno intermittente non è stato studiato nei bambini, negli anziani, in soggetti sottopeso, popolazioni statistiche su cui potrebbe risultare dannoso.
Il digiuno intermittente è al vaglio di ricerche preliminari per valutare i suoi effetti su biomarcatori cardiovascolari e metabolici, quali il grasso corporeo, il colesterolo LDL, i trigliceridi, l'insulinoresistenza, la pressione sanguigna. Il digiuno a giorni alterni sembra non modificare la massa magra.

### Altri effetti
L'alimentazione in orari notturni è stata collegata a una qualità del sonno compromessa. Sebbene molti studi abbiano evidenziato benefici in diversi tipi di malattie cronico degenerative, non ci sono prove assolute che il digiuno possa prevenire o curare i tumori.

### Effetti collaterali
La comprensione dei potenziali effetti collaterali è limitata dal numero insufficiente di test clinici rigorosi. Una revisione del 2015 di studi clinici preliminari ha evidenziato che il digiuno intermittente a breve termine potrebbe produrre reazioni avverse minori, come una costante sensazione di debolezza e fame, mal di testa, svenimenti o disidratazione. Il digiuno periodico o a lungo termine potrebbe causare disturbi del comportamento alimentare o malnutrizione, con una suscettibilità maggiore per malattie infettive, anche se nessun test clinico ha dimostrato un'associazione con queste patologie. In modelli animali risalenti al 2010 era stato osservato un danneggiamento del cuore.

## Nella cultura di massa

### Digiuno religioso

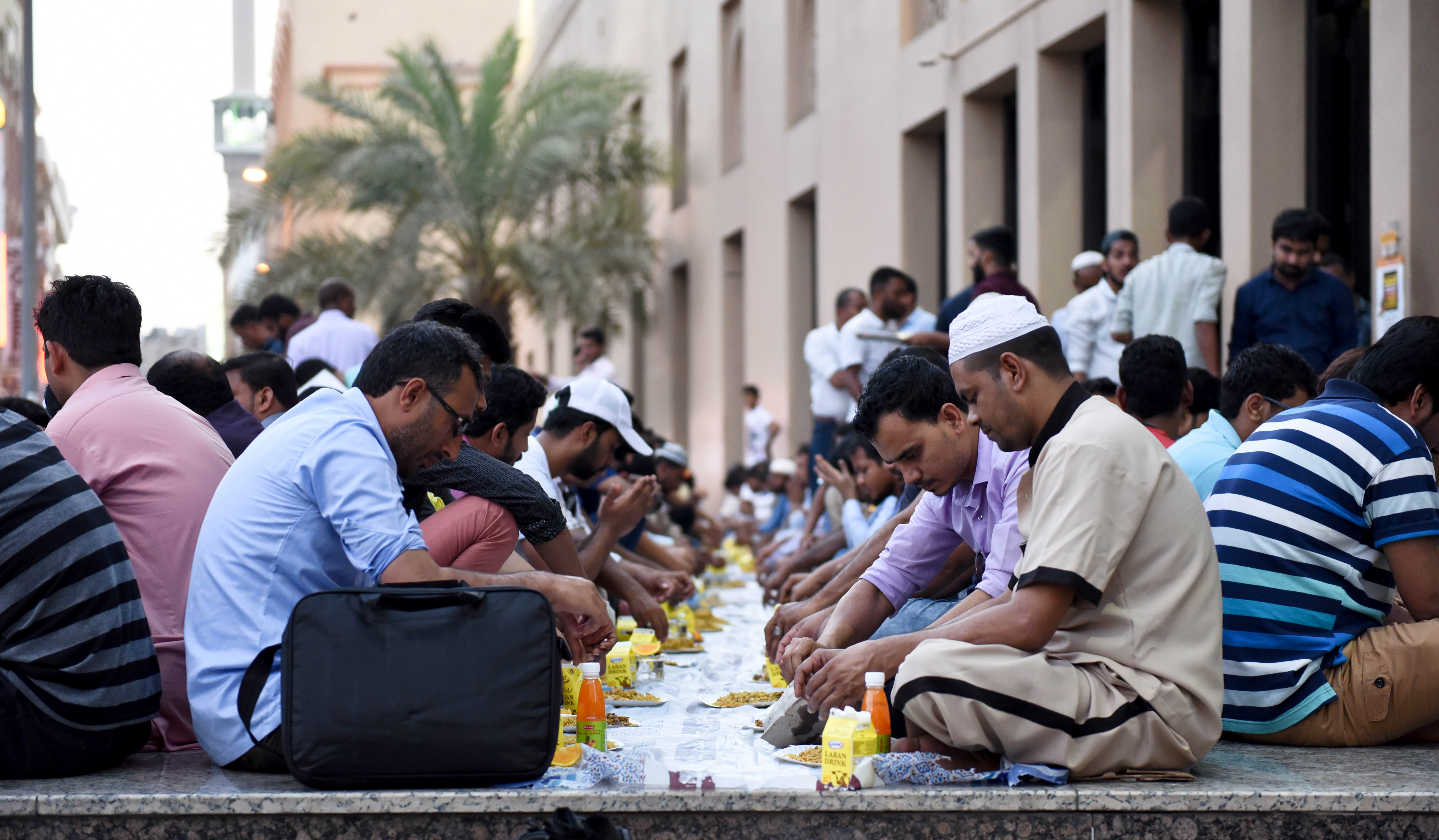
Il digiuno del Ramadan viene interrotto al tramonto a Dubai.

Forme di digiuno intermittente esistono nelle pratiche religiose di diverse comunità del mondo. Regimi di digiuno religioso sono il Vrata nell'Induismo, il Ramadan nell'Islam, il digiuno dello Yom Kippur nell'Ebraismo, il digiuno ecclesiastico nelle Chiese ortodosse, la Domenica di Digiuno nel Mormonismo e il digiuno buddista. Alcune di queste pratiche spirituali, come il digiuno nel buddhismo, richiedono solo l'astinenza da alcune categorie di cibi, mentre altre, come il digiuno ebraico durante la festa dello Yom Kippur, durano periodi di tempo limitati con effetti trascurabili sull'organismo.
L'Islam è l'unica tra le maggiori religioni che richiede una pratica di digiuno assimilabile al digiuno intermittente in termini di assunzione calorica e costanza della dieta. La durata del digiuno nel Ramadan è tra i 28 e i 30 giorni, a seconda degli anni, e consiste nell'astenersi da bere e mangiare dall'alba al tramonto. Durante la festività, i Musulmani mangiano due volte al giorno: al mattino prima dell'alba e alla sera dopo il crepuscolo. Una meta-analisi della salute dei Musulmani durante il Ramadan mostra un significativo calo di peso corporeo durante il periodo di digiuno fino a 1,51 kg, ma il peso viene riacquistato entro due settimane dalla fine del Ramadan. L'analisi conclude che "il Ramadan offre un'opportunità di perdere peso, ma sono necessari cambiamenti strutturali dello stile di vita per conservare a lungo termine la perdita di peso." Effetti negativi del digiuno del Ramadan sono un aumentato rischio di ipoglicemia  nei diabetici e un livello inadeguato di assunzione di alcuni nutrienti.

### Popolarità
Il digiuno intermittente (in particolare la Dieta 5:2) è diventata popolare nel Regno Unito nel 2012 grazie al documentario della BBC2 Eat, Fast and Live Longer. Tramite la vendita di libri best seller, è diventata largamente praticata. Negli Stati Uniti, il digiuno intermittente è diventato un trend nelle aziende della Silicon Valley. Secondo le linee guida del 2012 di NHS Choices, coloro che prendono in considerazione la Dieta 5:2 dovrebbero consultare prima un medico, in quanto il digiuno potrebbe rappresentare in alcuni casi una pratica non sicura. Un articolo del Canadian Medical Association Journal  ha espresso preoccupazione per il fatto che il materiale promozionale della dieta mostrasse persone nell'atto di mangiare cibi ad alto contenuto calorico, come hamburger e patate fritte, e che questo potesse incoraggiare il binge eating a causa dell'implicazione per cui "se digiuni due volte alla settimana, puoi ingurgitare tutto il cibo-spazzatura che il tuo esofago riesce a ingoiare nei restanti cinque giorni".

### Commercializzazione
Almeno fino al 2018, l'interesse per il digiuno intermittente ha portato alcune aziende a commercializzare il coaching per la dieta, integratori alimentari e pasti completi preconfezionati. Queste compagnie sono state criticate per offrire prodotti e servizi costosi e non validati dalla scienza ufficiale.